# 스피너 라플라스 연산자
미분기하학에서, 스피너 라플라스 연산자(영어: spinor Laplacian)는 스핀 다양체의 스피너 다발의 단면에 대하여 자연스럽게 정의되는 2차 미분 연산자이다. 이는 라플라스-벨트라미 연산자와 스칼라 곡률의 ¼의 합과 같다.

## 정의
콤팩트 스핀 다양체 {\displaystyle M}의 스피너 다발 {\displaystyle \mathrm {S} M}이 주어졌으며, 이에 대한 디랙 연산자
{\displaystyle D\colon \Gamma (\mathrm {S} M)\to \Gamma (\mathrm {S} M)}
{\displaystyle D\colon \psi ^{A}\mapsto \gamma _{B}^{A\mu }\partial _{\mu }\psi ^{B}}
가 주어졌다고 하자.
그렇다면, 그 제곱
{\displaystyle \Delta =D\circ D\colon \Gamma (\mathrm {S} M)\to \Gamma (\mathrm {S} M)}
을 정의할 수 있다. 이를 스피너 라플라스 연산자라고 한다.
만약 {\displaystyle M}이 짝수 차원이라면, (디랙) 스피너 다발은 왼쪽·오른쪽 바일 스피너 다발로 분해된다.
{\displaystyle \mathrm {S} M=\mathrm {S} ^{+}M\oplus \mathrm {S} ^{-}M}
{\displaystyle D^{+}\colon \mathrm {S} ^{+}M\to \mathrm {S} ^{-}M}
{\displaystyle D^{-}\colon \mathrm {S} ^{-}M\to \mathrm {S} ^{+}M}
{\displaystyle (D^{\pm })^{\dagger }=D^{\mp }}
그렇다면,
{\displaystyle \Delta \upharpoonright \Gamma (\mathrm {S} ^{+}M)=D^{-}\circ D^{+}}
{\displaystyle \Delta \upharpoonright \Gamma (\mathrm {S} ^{-}M)=D^{+}\circ D^{-}}
이다.
보다 일반적으로, 리만 다양체 {\displaystyle (M,g)} 위의 클리퍼드 다발 {\displaystyle \operatorname {Cl} (\mathrm {T} M,g)}의 클리퍼드 가군 다발 {\displaystyle E} 및 {\displaystyle E}의 클리퍼드 가군 다발 접속 {\displaystyle \nabla }가 주어졌을 때, 스피너 라플라스 연산자
{\displaystyle D=\gamma ^{\mu }\nabla _{\mu }\colon \Gamma (E)\to \Gamma (E)}
를 사용하여 스피너 라플라스 연산자
{\displaystyle \Delta =D\circ D}
를 정의할 수 있다. 여기서
{\displaystyle \gamma ^{\mu }\colon \mathrm {T} M\to \operatorname {Cl} (\mathrm {T} M,g)}
는 클리퍼드 다발을 정의하는 표준적인 포함 사상(감마 행렬)이다.

## 성질
스핀 다양체 위의 스피너 다발은 리만 계량으로서 표준적인 벡터 다발 접속을 갖는다. 즉, 1차 미분 연산자
{\displaystyle \nabla \colon \Gamma (\mathrm {S} M)\to \Gamma (\mathrm {T} ^{*}M\otimes _{M}\mathrm {S} M)}
가 존재한다. 이 경우, 스피너 위에 작용하는 라플라스-벨트라미 연산자
{\displaystyle \Delta _{\text{B}}=-g^{\mu \nu }\nabla _{\nu }\nabla _{\mu }=\nabla ^{\dagger }\nabla }
를 정의할 수 있다. (여기서 {\displaystyle \nabla ^{\dagger }}는 복소수 힐베르트 공간 {\displaystyle \operatorname {L} ^{2}(\mathrm {S} M)}에서 {\displaystyle \nabla \colon \operatorname {L} ^{2}(\mathrm {S} M)\to \operatorname {L} ^{2}(\mathrm {S} M)}의 에르미트 수반이다.)
이 경우 다음이 성립한다.
{\displaystyle \Delta =\Delta _{\text{B}}+{\frac {1}{4}}\operatorname {Sc} [g]}
여기서
- {\displaystyle \operatorname {Sc} [g]\in {\mathcal {C}}^{\infty }(M,\mathbb {R} )}는 {\displaystyle M}의 스칼라 곡률이다.

보다 일반적으로, 4차원 스핀C 다양체 {\displaystyle (M,g,L)}이 주어졌다고 하자. 즉, 그 스피너 다발 {\displaystyle \mathrm {S} M}에 대하여
{\displaystyle \det \mathrm {S} M=L}
이라고 하자. 그렇다면 디랙 연산자
{\displaystyle D_{A}\colon \Gamma (\mathrm {S} ^{+}M)\to \Gamma (\mathrm {S} ^{-}M)}
{\displaystyle D_{A}^{\dagger }\colon \Gamma (\mathrm {S} ^{-}M)\to \Gamma (\mathrm {S} ^{+}M)}
가 존재하며, 이로부터 스피너 라플라스 연산자
{\displaystyle D_{A}^{\dagger }D_{A}\colon \Gamma (\mathrm {S} ^{+}M)\to \Gamma (\mathrm {S} ^{+}M)}
를 정의할 수 있다. 그렇다면, 다음이 성립한다.
{\displaystyle \Delta =\Delta _{\text{B}}+{\frac {1}{4}}\operatorname {Sc} [g]+{\frac {1}{2}}F^{+}\cdot }
여기서
- {\displaystyle F^{+}=(F+\star F)/2}는 U(1) 주접속 {\displaystyle A}의 주곡률의 자기 쌍대 성분이다. 이는 클리퍼드 다발의 단면 (올다발) {\displaystyle F_{\mu \nu }\gamma ^{\mu }\gamma ^{\nu }/2}에 대응된다.
- {\displaystyle F^{+}\cdot }은 클리퍼드 다발 단면의, 클리퍼드 가군 다발 위의 작용이다.

이를 리흐네로비치 공식(Lichnerowicz公式, 영어: Lichnerowicz formula)이라고 한다.

## 역사
리흐네로비치 공식은 폴란드계 프랑스 수학자 앙드레 리흐네로비치(프랑스어: André Lichnerowicz, 1915 ~ 1998)가 1963년에 증명하였다.

## 참고 문헌
- Lawson, H. Blaine; Michelsohn, Marie‐Louise (1989). 《Spin geometry》. Princeton Mathematical Series (영어) 38. Princeton University Press. ISBN 978-0-691-08542-5.